# Élodie Frenck
Élodie Frenck est une actrice franco-helvético-péruvienne, née le 31 juillet 1974,, à Lausanne (Suisse). Elle est connue pour son interprétation du personnage de Marlène Leroy dans la série Les Petits Meurtres d'Agatha Christie.

## Biographie
Elodie Frenck naît à Lausanne en 1974 d'un père péruvien, médecin, et d'une mère française, Sylviane Roche, chroniqueuse au Temps. Enfant, elle intègre l'école de théâtre Diggelmann,. 
Elle obtient son baccalauréat en 1993, puis se forme à l'art dramatique au Cours Florent pour lequel elle obtient une bourse, de 1994 à 1997,,. Ainsi qu'à la Friche Belle de Mai.
Élodie Frenck se fait connaître par la télévision et se voit peu à peu offrir des rôles au cinéma et au théâtre. Elle reçoit le 16 septembre 2013 le Prix jeune espoir féminin au Festival de la Rochelle pour le rôle de Marlène dans Les Petits Meurtres d'Agatha Christie sur France 2,,. Lors du tournage de la série, l'actrice résidait à Lille quatre mois par an. 

## Vie privée
Se trouvant en Thaïlande lorsque la vague emporte tout sur son passage, elle est une rescapée du tsunami du 26 décembre 2004.
En 1991, elle rencontre son compagnon, Hervé Ruet, assistant réalisateur et assistant de production. En 2011, elle donne naissance à leur premier enfant, Abdel. En fin 2016, l'actrice annonce être enceinte de leur deuxième enfant. Esteban Abraham naît en mars 2017,.

## Filmographie

### Cinéma

#### Longs métrages
- 1993 : Louis, enfant roi de Roger Planchon : La servante aux grands pieds
- 1994 : Mourir d'amour de Pascal Goethals
- 1998 : Lautrec de Roger Planchon : M'dame Fourre-Tout / P'tite Pomme
- 1998 : Les Infortunes de la beauté de John Lvoff
- 2000 : Cours toujours de Dante Desarthe : La fille du buffet
- 2000 : Red Shoe Diaries 18: The Game : Petite-amie de Johnny (vidéo)
- 2001 : Mademoiselle de Philippe Lioret : La mariée
- 2001 : Confession d'un dragueur d'Alain Soral : Hélène
- 2001 : Wasabi de Gérard Krawczyk : La secrétaire de la Banque de la Trinité
- 2001 : Les Morsures de l'aube d'Antoine de Caunes : l'hôtesse
- 2002 : La Maîtresse en maillot de bain de Lyèce Boukhitine : La serveuse sexy
- 2002 : Fleurs de sang d'Alain Tanner et Myriam Mézières : Tunde
- 2002 : Possession de Neil LaBute : Sabine
- 2003 : Rien que du bonheur de Denis Parent : Mélanie, la groupie de Désiré
- 2003 : France Boutique de Tonie Marshall : La réceptionniste
- 2005 : Tu vas rire, mais je te quitte de Philippe Harel : Nathalie
- 2005 : Ma vie en l'air de Rémi Bezançon : Céline
- 2007 : Hellphone de James Huth : Vanessa
- 2008 : Comme les autres de Vincent Garenq : Une lesbienne
- 2009 : Rose et Noir de Gérard Jugnot : Philipotte
- 2010 : L'Arnacœur de Pascal Chaumeil : Karine
- 2012 : Les Papas du dimanche de Louis Becker : Isabelle
- 2016 : Deux au carré de Philippe Dajoux : Annabelle

#### Courts métrages
- 1998 : La Vieille Barrière de Lyèce Boukhitine : Une étudiante
- 1998 : Casting: ça va pas du tout ! de Lyèce Boukhitine
- 2001 : Backstage de Camille Vidal-Naquet : Mary
- 2001 : Bordel de muses de Thomas Ruat
- 2001 : Négrita Maud d'Olivier Jean
- 2004 : The Venus project d'Olivier Jean : Vénus
- 2005 : La Course de Gaëlle Baron
- 2006 : Feedback de David Sarrio : La femme de Frank
- 2017 : Jusqu'à écoulement des stocks de Pierre Dugowson

### Télévision

#### Séries télévisées
- 1992 : Chien et Chat (série télévisée) : Marie-France (1 épisode)
- 1994 : Red Shoe Diaries : Adriana (épisode 3.04)
- 1995 : Highlander : Arianna (épisode 3.15)
- 2000 : Police District : Claire (saison 1)
- 2001 : PJ : Brigitte Monceau (épisode 5.12)
- 2001 : Avocats et Associés : Marianne Devielle (épisode 4.05)
- 2002 : Crimes en série : Valérie (épisode 1.08)
- 2002 : La Vie devant nous (1 épisode)
- 2002 : Largo Winch (1 épisode)
- 2005 : Faites comme chez vous ! : Elsa Meyer (24 épisodes)
- 2005 : Navarro : Marie Lecourbe (épisode 17.04)
- 2005 : Vénus et Apollon (épisode 1.15)
- 2005 : Joséphine, ange gardien (épisode La couleur de l'amour) : Élodie, la serveuse (épisode 10.01)
- 2006 : Alice Nevers, le juge est une femme : Anne Berger (épisode 2.13)
- 2007 : Suspectes (mini-série) : Juliette Valle
- 2007 : Guerre et Paix (mini-série) : Lise
- 2008 : Duval et Moretti : Dominique Legrand (épisode 1.19)
- 2009 : Avocats et Associés : Meryelle Lovy (épisode 17.06)
- 2009 : Femmes de loi : Lili, joueuse de poker (épisode 9.08)
- 2009 : Nous ne sommes pas des saints : Marie-Madeleine (3 épisodes)
- 2010 : Enquêtes réservées : Gendron (7 épisodes)
- 2010 : Les Semaines de Lucide : Lucide
- 2011 : La Pire Semaine de ma vie (mini-série) : Mélanie Coville
- 2011 : T'es pas la seule ! : Arielle Delarive
- 2013 - 2020 : Les Petits Meurtres d'Agatha Christie : Marlène Leroy
- 2014 : Fais pas ci, fais pas ça : Marie Herenberg (saison 7, épisode 6)
- 2016 : Il revient quand Bertrand ? (épisode 3)
- 2018 : Capitaine Marleau, épisode Les Roseaux noirs de Josée Dayan : Christine Delfino
- 2018 - en cours : Les Bracelets rouges de Nicolas Cuche : Agathe   (saisons 2 et 3)
- 2021 : Jugée coupable : Inès Leroux
- 2022 : César Wagner (série, épisode 6 « L'Œil du lynx ») : Zoé Malencon
- 2023 : Le Négociateur : Juliette
- 2023 : Mère indigne : Hélène
- 2024 : Commandant Saint-Barth : Diane Baccara
- 2025 : Face à face : Marina Drach   (saison 3, épisode 7)
- 2026 : Les Aventurières de Léa Fazer
- 2026 : Désenchantées de David Hourrègue

#### Téléfilms
- 2000 : La Femme de mon mari de Charlotte Brändström : Agathe
- 2002 : Notes sur le rire de Daniel Losset : Estelle Tardieu
- 2003 : Une amie en or d'Éric Woreth : Émilie
- 2004 : Le fond de l'air est frais de Laurent Carcélès : Sophie
- 2008 : Le Secret du monde englouti de Jean de Segonzac : Cara
- 2011 : Bienvenue à Bouchon de Luc Béraud : Mademoiselle Odile
- 2012 : Mange de Virgile Bramly et Julia Ducournau : Shirley
- 2013 : Les Complices de Christian Vincent : Clothilde
- 2014 : Vogue la vie de Claire de La Rochefoucauld
- 2015 : La Clinique du docteur H d'Olivier Barma : Cathy
- 2019 : Le Pont du Diable de Sylvie Ayme : Marina Fazergues
- 2020 : Meurtres à Pont-L'Évêque de Thierry Binisti : Marion Letellier
- 2021 : Intraitable de Marion Laine : Astrid De Rocourt
- 2022 : Et doucement rallumer les étoiles de Thierry Petit : Laure
- 2022 : Meurtres à Chantilly de Marjolaine de Lecluse : Juliette

## Théâtre
- 1996 : La Mégère apprivoisée de William Shakespeare, mise en scène par Pascal Goethals au Nouveau Théâtre populaire des Flandres
- 1996 : Arlequin poli par l'amour de Marivaux, mise en scène par Cédric Prevost
- 2005 : Comme par hasard d'Élodie Frenck, Magali Giraudo et Vincent Lecoq, mise en scène par Kên Higelin au Ciné 13 Théâtre
- 2006 : Jour de neige d'Elsa Valensi, mise en scène par Philippe Lellouche au Palais des Glaces

## Distinctions

### Récompenses
- Festival de la fiction TV de La Rochelle 2013 : Prix jeune espoir féminin pour Les Petits Meurtres d'Agatha Christie[13]